# Lesoto en los Juegos Paralímpicos de Pekín 2008
Lesoto estuvo representado en los Juegos Paralímpicos de Pekín 2008 por una deportista femenina. El equipo paralímpico lesotense no obtuvo ninguna medalla en estos Juegos.